# Gare de Valognes
Ne doit pas être confondu avec Gare de Valognes-Ville.
La gare de Valognes est une gare ferroviaire française de la ligne de Mantes-la-Jolie à Cherbourg, située sur le territoire de la commune, au quartier Saint-Lin, à proximité du centre-ville de Valognes, dans le département de la Manche, en région Normandie.
Elle est mise en service en 1858 par la Compagnie des chemins de fer de l'Ouest (Ouest). C'est une gare de la Société nationale des chemins de fer français (SNCF), du réseau TER Normandie, desservie par des trains express régionaux.

## Situation ferroviaire
Établie à 36 mètres d'altitude, la gare de Valognes est située au point kilométrique (PK) 342,617 de la ligne de Mantes-la-Jolie à Cherbourg, entre les gares ouvertes de Carentan et de Cherbourg. Avant leurs fermetures s'intercalait : en amont les gares de Chef-du-Pont-Sainte-Mère, Fresville et Montebourg, et en aval les gares de Sottevast, Couville et Martinvast.
C'est une gare de bifurcation avec l'embranchement particulier du terminal de Valognes. Elle était également embranchée avec la Ligne de Valognes Montebourg à Saint-Vaast et à Barfleur qui permettait de rejoindre la gare de Valognes-Ville.

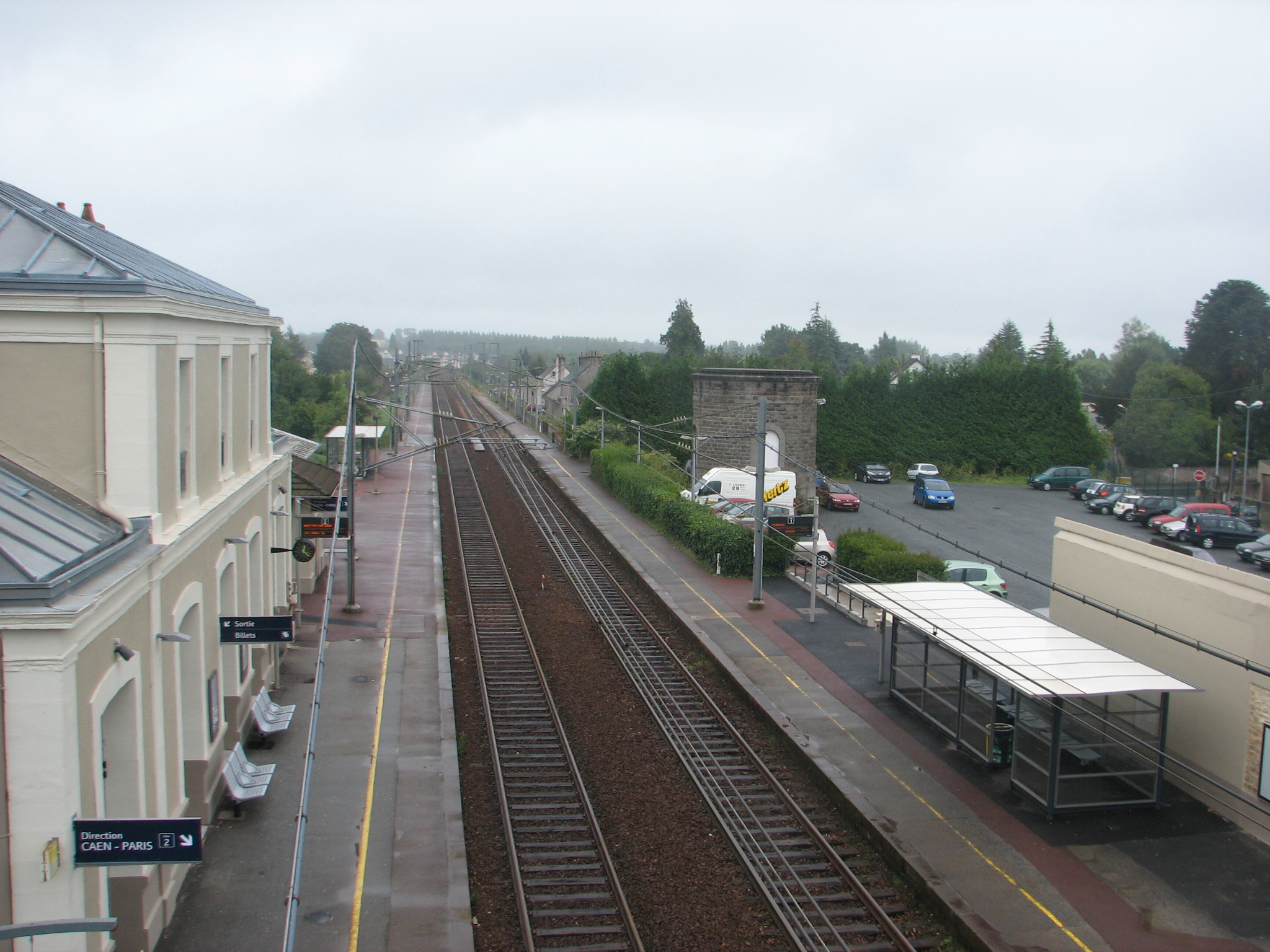
L'intérieur de la gare vu de la passerelle, avec le bâtiment voyageurs, les deux voies et les deux quais.

## Histoire
La « station de Valognes » est mise en service le 17 juillet 1858 par la Compagnie des chemins de fer de l'Ouest (Ouest), lorsqu'elle ouvre à l'exploitation la section de Caen à Cherbourg de sa ligne de Paris à Cherbourg. 
En 1879, la halle à marchandises est « restaurée ».
La gare devient une gare d'échange avec les trains de la Compagnie de chemins de fer départementaux (CFD), lorsqu'elle ouvre à l'exploitation sa ligne, à voie normale, de Valogne à Barfleur le 20 avril 1886. La gare suivante de ce nouveau chemin de fer est celle de Valognes-Ville. Cette ligne est fermée à tout trafic le 8 février 1948. 
La gare de Valognes est rénovée entre février 2009 et février 2010.

## Service des voyageurs

### Accueil
Gare SNCF, elle dispose d'un bâtiment voyageur, avec guichet, ouvert tous les jours. Elle est équipée d'automates pour l'achat des titres de transport.
Le passage d'un quai à l'autre se fait par l'intermédiaire d'une passerelle qui surplombe les voies.

### Desserte
Valognes est desservie par des trains TER Normandie, qui effectuent des missions entre les gares de Cherbourg et de Paris-Saint-Lazare, mais aussi entre Cherbourg et Caen.

### Intermodalité
Un parc pour les vélos et des parkings pour les véhicules sont aménagés. Un arrêt permet des correspondances avec des lignes départementale de bus du réseau Cap Cotentin.

## Service des marchandises
Valognes est également ouverte au service du fret. C'est notamment de cette gare que partent les convois de déchets nucléaires en provenance de l'usine de retraitement de la Hague.